# Éclimeux
Éclimeux è un comune francese di 181 abitanti situato nel dipartimento del Passo di Calais nella regione dell'Alta Francia.

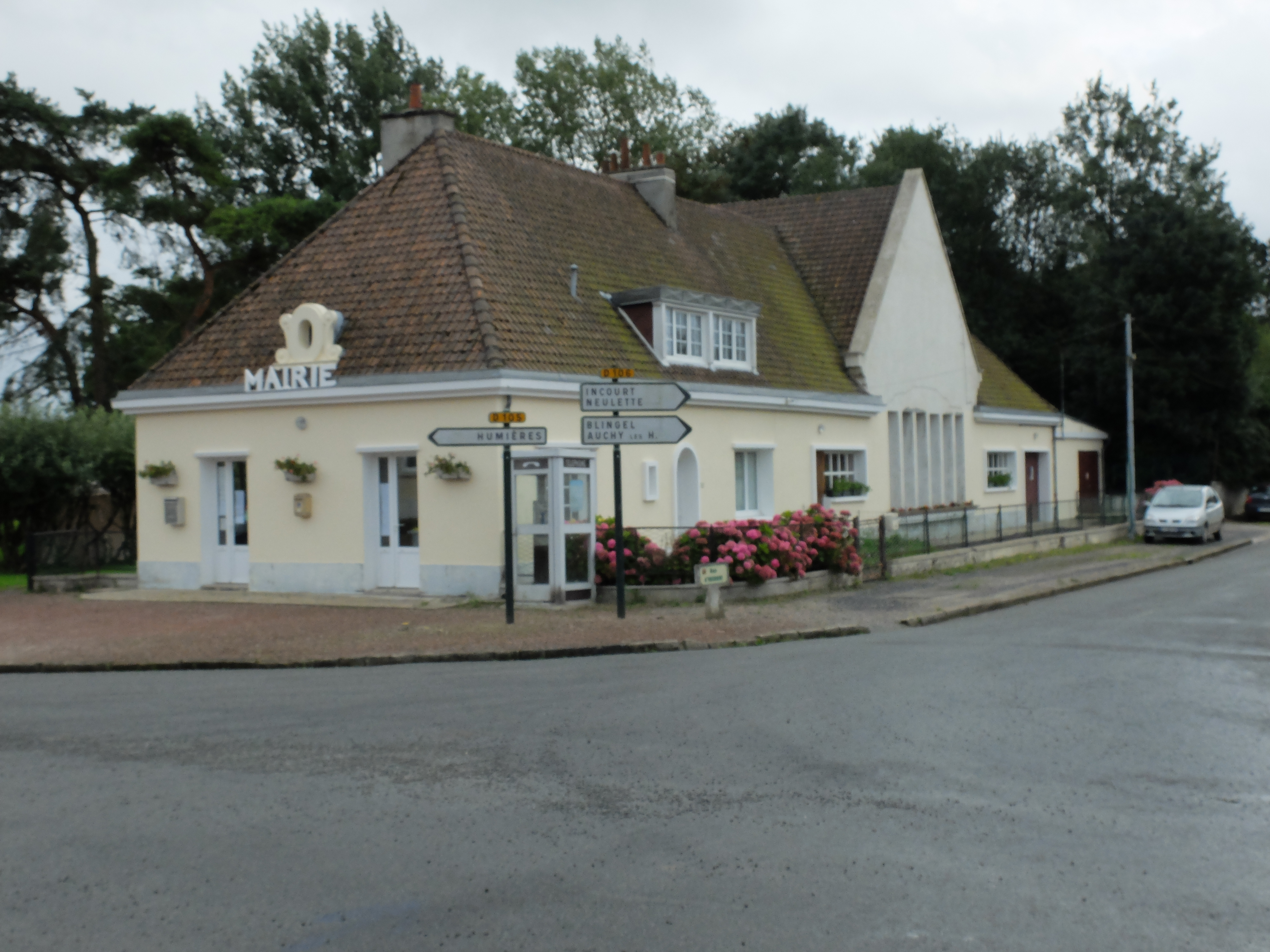
Il municipio di Éclimeux

## Origini del nome
Il nome viene dalla parola latina scolymus, che indica una pianta comune nelle terre incolte.

## Storia
Nel 1240 ricadeva nella baronia di Rollancourt, che apparteneva alla famiglia De Ghistelles il cui capo aveva il titolo di principe.
Nel 1500 Walram de Tilly, scudiero, fu signore di Éclimeux e marito di Marguerite du Wez (la famiglia Wez aveva dimora a Saint-Pierre-Brouck). La coppia possedeva una signoria a Saint-Georges-sur-l'Aa, nella castellania di Bourbourg.

### Simboli
Lo stemma del comune si blasona: 
Lo stemma è in uso dal 1991. Il Comune decise di rappresentare le insegne di quattro famiglie che detenerono la signoria di Éclimeux: 1) De Ghistelles (di rosso, allo scaglione d'armellino); 2) De Wissocq (di rosso, alla fascia d'argento accompagnata da tre losanghe d'oro); 3) De Fléchin (fasciato di oro e di nero); 4) De Tilly, signori del luogo dal XV secolo, famiglia a cui le altre successero grazie ad alleanze (d'oro, al giglio di rosso).

## Monumenti e luoghi d'interesse
- Chiesa di Notre-Dame-du-Mont-Carmel, costruita dagli architetti Frédéric Battut e Maurice Warnesson nel 1956-1960 a poca distanza di dove si trovava la chiesa precedente distrutta nel dicembre del 1943. Il campanile a forma di parallelepipedo contiene una campana del 1782 miracolosamente scampata ai bombardamenti.

## Società

### Evoluzione demografica
Abitanti censiti